# Moritz Nathansen
Moritz Nathansen (også Nathanson?) (29. december 1840 i Randers – 12. juni 1902) var en dansk journalist.
Moritz Nathansen var født i Randers som søn af slagtermester Jacob Nathansen og dens kone Gine Cramer.
Han var uddannet cand.polit. og var først redaktionssekretær ved Berlingske Tidende fra 1869 til 1899, hvorefter han blev ansvarshavende redaktør. Han døde efter længere tids sygdom i 1902.
Han var gift med Augusta Salmonsen (1841-1916) og far til Johan Ludvig Nathansen.
Han virkede også som oversætter og oversatte:
- Victor Hugos De Ulykkelige (1862),
- Johann Karl August Musäus' Folkeæventyr (1865)
- Theodor Gaszmanns Onkel og Nevø (premiere 13. september 1868 på Casino)
- Korist og Danserinde (anonym forfatter, premiere 20. januar 1871 på Folketeatret)
- En uskyldig Diplomat af Eugène Scribe og Anne Honoré Joseph Duveyrier (premiere 26. marts 1874 på Folketeatret)
- Giftermaal paa Prøve af Joseph Méry (premiere 18. maj 1877 på Casino).